# 17446 Mopaku
17446 Mopaku este un asteroid din centura principală de asteroizi.

## Descriere
17446 Mopaku este un asteroid din centura principală de asteroizi. A fost descoperit pe 23 ianuarie 1990 la Kavalur de R. Rajamohan. El prezintă o orbită caracterizată de o semiaxă mare de 2,43 ua, o excentricitate de 0,07 și o înclinație de 6,0° în raport cu ecliptica.